# Albert Malouf
Albert H. Malouf (Montréal, 19 décembre 1916 - Montréal, 8 avril 1997) était un avocat et juge québécois. Il a présidé d'importantes enquêtes publiques sur l'organisation des Jeux olympiques de 1976, la chasse aux phoques et la police de Montréal.

## Biographie
Fils d'un commerçant d'origine libanaise, Malouf est né à Montréal le 19 décembre 1916. Il poursuit des études de droit à l'Université McGill et devient membre du Barreau en 1942. Il sert pendant quatre ans dans les Forces armées canadiennes, puis pratique le droit avec plusieurs avocats de renom, dont Peter V. Shorteno, John Ciaccia et Michel Taddeo. Il se marie le 23 décembre 1961 avec Mary Tabah. Le couple aura deux fils,Paul et Marc. 
Il est nommé juge de la Cour des Sessions de la paix, en 1968, puis promu à la Cour supérieure en 1972. Dans un de ses premiers jugements, il déclare un non-lieu dans la cause d'un jeune Inuit qui ne pouvait faire entendre ses témoins, parce que jugé à Montréal, à 1 000 km de chez lui. L'affaire 'Itoshat a mené à la création des cours de justice itinérantes qui parcourent le Nord québécois pour entendre les causes de nature criminelle dans la communauté de l'accusé,.
L'année suivante, il tranche en faveur des Cris et Inuits qui demandent l'arrêt des travaux de construction du projet de la Baie-James. Le jugement, qui sera renversé en appel, créée tout un émoi au Québec et sera publié intégralement dans un livre paru en décembre 1973.
Le jugement Malouf force néanmoins le gouvernement du Québec à négocier la Convention de la Baie-James et du Nord québécois avec les communautés autochtones. Ces arrêts auront un impact majeur sur « les règles d'émission d'injonctions provisoires et interlocutoires » dans les tribunaux québécois.

## Les commissions Malouf
En juillet 1977, le premier ministre René Lévesque lui confie le mandat de présider une enquête sur les coûts des installations des Jeux olympiques de 1976. L'enquête qui durera trois ans blâmera le maire de Montréal, Jean Drapeau, pour la hausse vertigineuse des coûts du Parc olympique. Les conclusions du rapport, rendu public le 5 juin 1980 sont vivement contestées par le maire de Montréal, qui promet d'y répondre un jour. Décédé en 1999, M. Drapeau n'a jamais de son vivant donné suite à sa promesse, mais il avait bel et bien préparé une réponse, de plus de 300 pages. Celle-ci fut rendue publique lors de la divulgation de ses archives personnels tel que prévu 20 ans après sa mort
Nommé à la Cour d'appel du Québec en 1981, les services du juge Malouf sont encore une fois requis pour présider une commission d'enquête complexe. Le gouvernement du Canada lui confie le mandat en 1984 d'examiner la question de la chasse aux phoques. Au terme d'une enquête de deux ans, il recommande notamment au gouvernement canadien que « la chasse sur grande échelle au blanchon et au jeune à dos bleu pratiquée à des fins commerciales " ne [soit] pas [...] autorisée ", et que la chasse non commerciale, " dans la mesure où elle est pratiquée, [soit] rigoureusement réglementée et strictement limitée" », ce que le gouvernement Mulroney accepte de faire. 

## Fin de carrière
Après sa retraite de la magistrature, en 1991, M. Malouf se joint à l'étude Mackenzie & Gervais, où il agit comme médiateur et arbitre dans des litiges de nature commerciale. 
Le gouvernement du Québec fait appel à ses services pour réaliser deux enquêtes publiques sur la police de la communauté urbaine de Montréal. La première devait déterminer les causes de la mort d'un jeune homme d'origine haïtienne, Marcellus François, tué par des policiers qui ont fait une erreur d'identification tandis que la seconde portait sur les cafouillages de la police lors des émeutes qui ont suivi la conquête de la Coupe Stanley par le Canadien de Montréal, en juin 1993. 
Dans son rapport, rendu public le 5 juillet 1994 M. Malouf conclut que le service de police « tolère l'incompétence et souffre d'un manque de direction et de coordination ».
Il meurt à son retour à la maison après une journée de travail, le 8 avril 1997 à l'âge de 80 ans. Il est enterré au Cimetière Notre-Dame-des-Neiges, à Montréal.